# プリントパンティ
プリントパンティとは、模様や絵や文字の入ったパンティー（ショーツ）である。

## 特徴

### 外面
プリントパンティには、その名の通りプリント表示されてあるパンティーのことであるが、模様の種類は多岐に渡る。

### 分類・素材・サイズ
フルバックパンティを基本に、ビキニ、スキャンティ、サニタリーショーツ、ひもパン、Tバックなどと幅広い。素材は主にメリヤス製の綿100%の製品が多いが、ポリエステル製やそれらと綿の混紡の製品もある。サイズ展開は、身長別で区分されている女児ショーツとは違い、「S、M、L」のサイズ表示が一般的である。

## プリントパンティにおける主な模様
- ドット柄 - 水玉模様とも言う
- チェック柄 - アーガイル柄、ギンガム、タータンチェック、バーバリー等
- ボーダー柄 - 横縞模様が多い
- フルーツ柄 - 主にいちご柄、さくらんぼ柄等
- キャラクター柄
- アニマル柄 - 主に豹柄、 トラ柄、ヘビ柄等
- 迷彩柄 - カモフラとも言う
- 文字 - アルファベット文字が多く、メッセージや英字新聞調が多い
- 記号・マーク - ハートや星型やスカル等

他にもコスメ・ファッショングッズ柄やケーキ・キャンディーなどのスイーツ柄、花柄などがある。

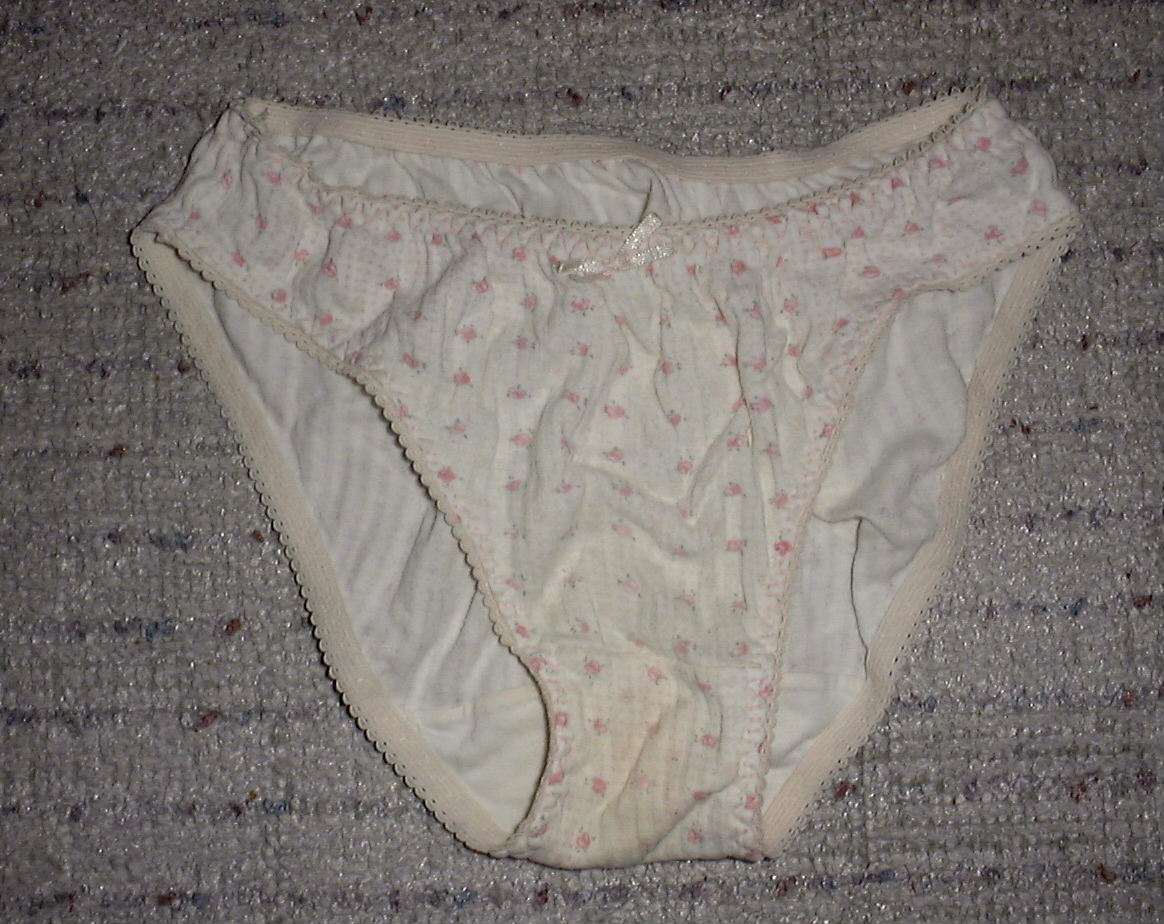
花柄のプリントパンティ
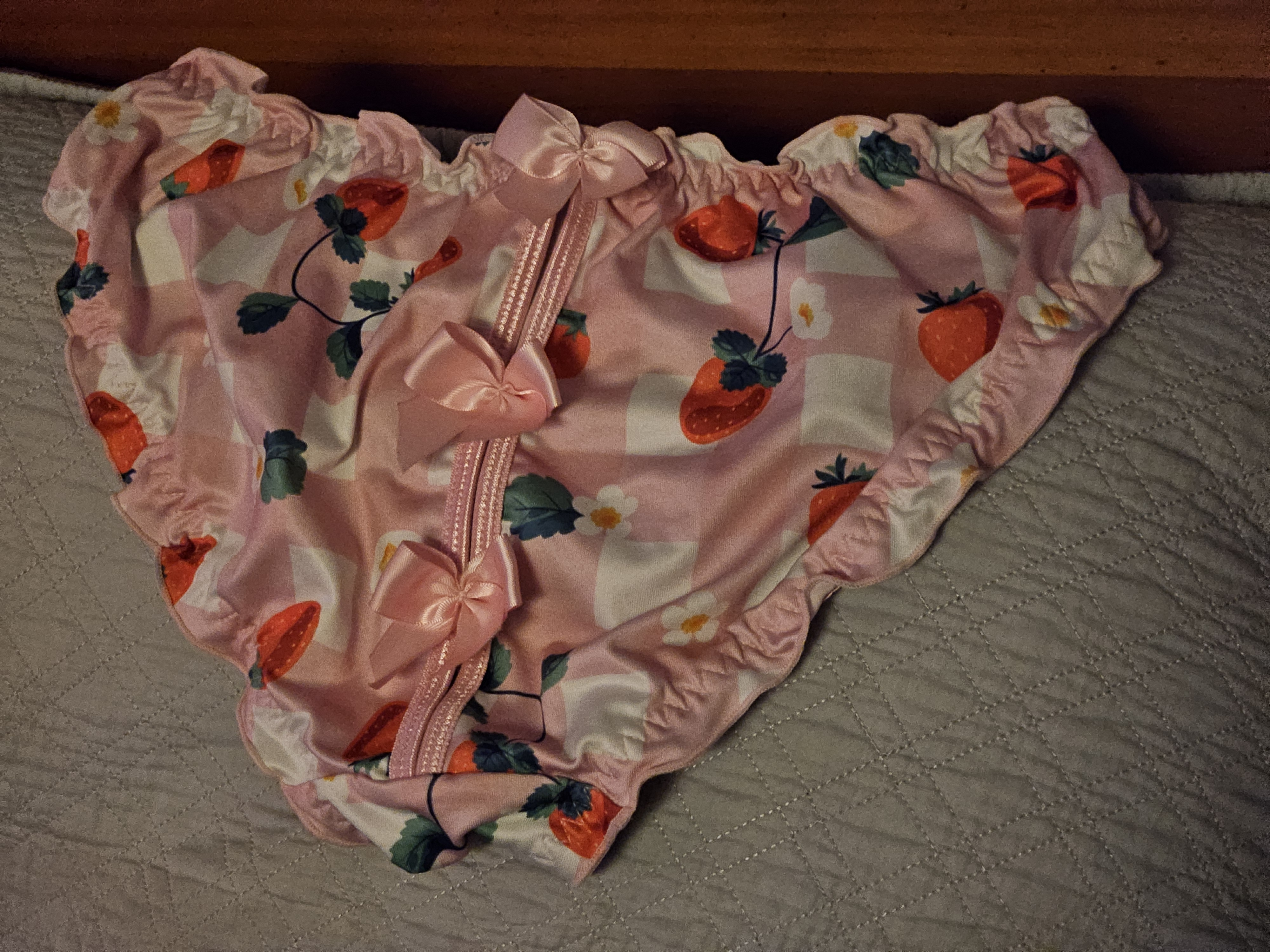
フルーツ柄（イチゴ柄）のプリントパンティ
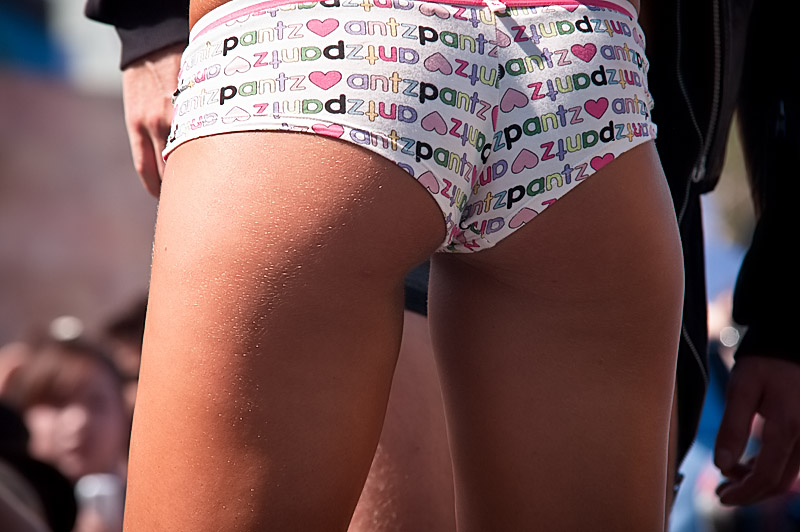
文字入りのプリントパンティを履いた女性
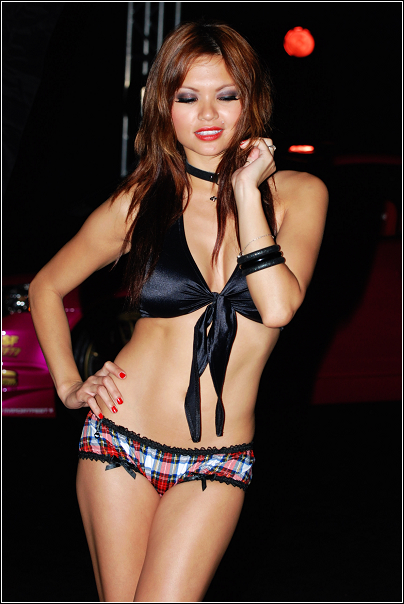
チェック柄のプリントパンティを履いた女性